# سواستري
سواستري (بالفرنسية: Souastre)‏ هي بلدية تقع في إقليم باد كاليه من منطقة نور با دو كاليه في شمال فرنسا. تبلغ مساحة هذه المدينة 7.24 (كم²)، وترتفع عن سطح البحر 139 م، يبلغ عدد سكانها 337 نسمة حسب إحصاء المعهد الوطني للإحصاء والدراسات الاقتصادية سنة 2009 م. وترأس Alain Prévost البلدية خلال فترة (2008-2014).